# Catarina Sforza
Catarina Sforza (em italiano:  Caterina Sforza; Milão, 1463 — Florença, 20 de maio de 1509) famosa por sua audácia no amor e na guerra, era filha ilegítima do Duque Galeácio Maria Sforza, de Milão e de Lucrécia Landriani. Aos 14 anos, em 1477, desposou Girolamo Riario, se tornando assim Senhora de Ímola e Condessa de Forli.

## Biografia
Educada na corte milanesa refinada, que no século XV era admirada por toda a Europa, viveu durante os primeiros anos de casada em Roma, amparada pelos bens e títulos conferidos a Girolamo por seu tio, o papa Sisto IV, cumprindo seus deveres de esposa e mãe e desempenhando papéis em geral reservados aos homens. Com a morte de Sisto IV, em 1484, Caterina tomou de assalto o Castelo de Santo Ângelo, na esperança de intimidar os cardeais para sagrarem como novo pontífice alguém de sua família. Fracassando, mudou-se para Forli com o marido. Uma vez lá, caíram vítimas de uma revolta local onde Girolamo Riario foi assassinado (1488) e Caterina foi aprisionada com os seus seis filhos pelos conspiradores. Sua fuga das mãos dos inimigos, deixando os filhos para trás como reféns, ocasionou a história, provavelmente apócrifa, de que, acuada, ela levantou a saia e, mostrando a genitália desnuda, teria gritado para a multidão de que “tinha isto aqui ao seu favor” para produzir mais filhos.

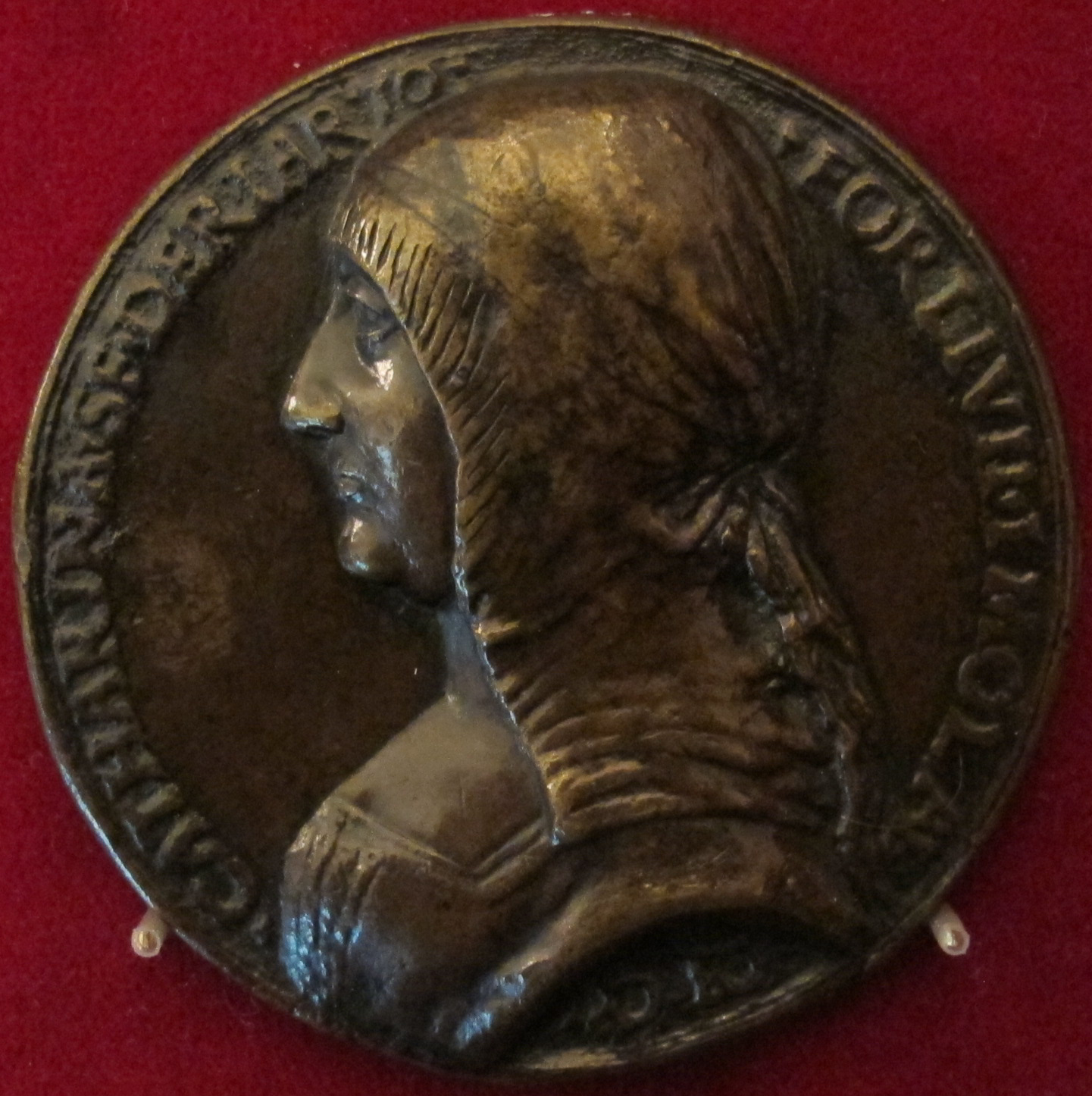
Medalha de 1488 com a imagem da condessa.

Com a ajuda das forças militares do tio, Ludovico Sforza, Duque de Milão, controlou a rebelião e, na condição de regente, governou Forli com o filho Octaviano (Participou de inúmeras conspirações e foi vítima de tantas outras). Entre 1499 e 1500, César Bórgia, a frente de seu exército papal, atacou e dominou Ímola (novembro de 1499) e Forli (janeiro de 1500). Estuprada e humilhada, Caterina e o filho Octaviano foram levados para Roma como prisioneiros. Nessa cidade, após renunciar suas reivindicações políticas, ela amargou um ano de prisão no Castelo de Santo Ângelo. Libertada, passou o resto de seus dias em Florença a dedicar-se a alquimia e até a compilar um livro de receitas de cosméticos e prescrições médicas. Faleceu em 1509, aos 46 anos, vítima de pneumonia.
O filho de seu casamento secreto (1496) com Giovani de Médici, Giovanni dalle Bande Nere, herdou o caráter militante e audaz da mãe, que nunca foi distinguida como patronesse da literatura e das artes, comuns as mulheres nobres de sua época. Ao contrário: os historiadores a chamavam de Virago, palavra que significava “mulher guerreira”.

## Literatura
- E. Breisach, Caterina Sforza, a Renaissance Virago (1967);
- Buriel: Vita di Caterina Sforza-Jtiario (Bologna, I7-5);
- Abrahão, Miguel M. - O Strip do Diabo - Ed. Agbook -2009
- F. Oliva: Vita di Caterina Sforza, signora di Forlì (Forlì, 1821);
- Pietro Desiderio Pesolini Dali Onda: Caterina Sforza (3 vol. Rome, 1893);
- E. M. de Vogue, Histoire et posse (Paris, 1898);
- Johannes Ravisius (Ed.): De memorabilibus et claris mulieribus. (Paris, 1521);